# Musée archéologique de Salakta
Le musée archéologique de Salakta est un musée tunisien situé dans la ville de Salakta.
Créé en 1980, il comprend des œuvres archéologiques provenant de l'antique Sullectum, en particulier des terres cuites, un pavement de mosaïque représentant un gigantesque lion de race africaine, ainsi que des amphores provenant d'autres sites du Sahel tunisien.